# 佩羅特 (阿拉巴馬州)
佩羅特（英語：Perote）是一個位於美國阿拉巴馬州布洛克縣的非建制地區。該地的面積和人口皆未知。

## 地理
佩羅特的座標為31°56′52″N 85°42′19″W / 31.947777°N 85.705277°W，而該地最高點為海拔高度147米（即482英尺）。